# シュコダ1Tr
シュコダ1Tr（チェコ語: Škoda 1Tr）は、チェコスロバキア（現：チェコ）のシュコダが開発したトロリーバス車両。同社が初めて製造したトロリーバス車両である。

## 概要
現在のチェコの首都であるプラハにトロリーバスを導入する方針が最初に打ち出されたのは1927年で、以降計画が進められる中で、使用される車両については当時のチェコスロバキアにある車両メーカーから導入される事となった。そのうち、シュコダが試作車として製造したのが「1Tr」、工場内部で「656P」という形式名が付けられた車両である。
金属で補強された木製の車体を有する3軸バスで、当時存在したシュコダの子会社であるASAP (Akciová společnost pro automobilový průmysl) によって製造された。一方、電気機器はプルゼニに存在したシュコダの工場で生産されており、後部の車軸へ動力が伝達される構造が用いられた。制動装置は空気ブレーキ、パーキングブレーキの他、勾配区間走行時に作動する発電ブレーキも搭載されていた。
1936年に製造された後、1956年までプラハのトロリーバスで営業運転に用いられた。その間、1939年に実施された右側通行への移行に伴い前方の乗降扉が電空制御の自動扉となった他、後に後部の扉も同様の改造を受けた。引退後はプラハ国立技術博物館に展示されたが、その後解体されたため2022年時点では現存しない。

## 関連形式
- プラガTOT（チェコ語版）、タトラT86（チェコ語版） - シュコダ1Trと共にプラハ・トロリーバス開通時に導入されたトロリーバス車両[4]。

## 参考資料
- Martin Harák (2015-11-10). České trolejbusy historie a současnost, typy, technika, provoz. Praha: Grada Publishing a.s.. ISBN 978-80-247-5552-6